# Naturschutzgebiet Burbecketal
Das Naturschutzgebiet Burbecketal ist ein 10,8 ha großes Naturschutzgebiet (NSG) nordöstlich von Niedersfeld im Stadtgebiet von Winterberg. Das Gebiet wurde 2008 mit dem Landschaftsplan Winterberg durch den Hochsauerlandkreis als (NSG) ausgewiesen.

## Beschreibung
Das NSG umfasst das dortige Waldgebiet. Im NSG wachsen hauptsächlich Rotbuchen. Im Gebiet finden sich mehrere Sickerquellen, darunter die Quelle der Burbecke (Hillebach). Das NSG ist durch Kerbtäler gegliedert.